# Lékana (ville)
Pour les articles homonymes, voir Lékana.
Lekana une petite ville du département des Plateaux, chef-lieu du district homonyme, en République du Congo dont les sous-villages[Quoi ?] sont Ovansoki, Nkébara, Moungali, etc.

## Agriculture
Les cultures principales sont le manioc, l'arachides, le café, la pomme de terre. La chasse est aussi pratiquée.

## Histoire
Certains habitants sont conservateurs et polygames, les chefs coutumiers très influents et respectés par la population multiculturelle. La mission catholique a été ouverte en permanence après la Seconde Guerre mondiale par Mgr Paul Biéchy C.S.Sp., vicaire apostolique de Brazzaville.

## Personnalités liées
- André Okombi Salissa (1961-), homme politique né à Lékana
- Florent Ntsiba (1949-), homme politique né à Lékana
- Lambert Galibali (1940-2020), homme politique né à Lékana